# ماريو دي كاسترو
ماريو دي كاسترو (بالبرتغالية: Mário de Castro‏) هو لاعب كرة قدم برازيلي، ولد في 30 يونيو 1905 في Formiga, Minas Gerais ‏ في البرازيل، وتوفي بنفس المكان في 29 أبريل 1998. لعب مع أتلتيكو مينيرو.